# Reguetón
El reguetón (también llamado reggaetón o reggaeton) es un género musical, es un estilo moderno de música popular que se originó en Panamá a finales de la década de 1980
, y que saltó a la fama a finales de la década de 1990 y principios de la década de 2000 a través de una gran cantidad de músicos puertorriqueños.
Surgió como consecuencia de la popularidad del reggae en español procedente de Panamá, junto con el rap en español practicado en Puerto Rico y también con el dembow jamaicano, durante los inicios de los años 1990.
Posteriormente, el reguetón llegó a los Estados Unidos en los años 1990 y 2000 y se ha convertido en un modo de expresión para muchos jóvenes hispanos.

## Etimología
El término reguetón es la forma adaptada al español a partir del vocablo reggaetón; este, a su vez, viene del acortamiento entre las palabras reggae y maratón. Fue acuñado por Daddy Yankee y DJ Playero en Puerto Rico en 1994, donde se menciona por primera vez en el mixtape “Playero 36”. ”Quiero que sigas brincando y quiero que brinques otra vez porque es el hombre fenomenal el que canta reguetón“ se escucha decir a Daddy Yankee en el mixtape.

La palabra reggaetón, Daddy Yankee la cantó en el Playero 36 si no me equivoco, aparece en un tema, y fue la primera vez que se usó. El género reggaetón salió a los años, estoy hablando del año 2000, cuando salió Dj Blass con Reggaetón Sex y otro tipo de cosas, se empezó a escuchar la palabra reggaetón, pero el primero que la mencionó fue Daddy Yankee en uno de mis volúmenes, en Playero.
Dj Playero.

## Historia

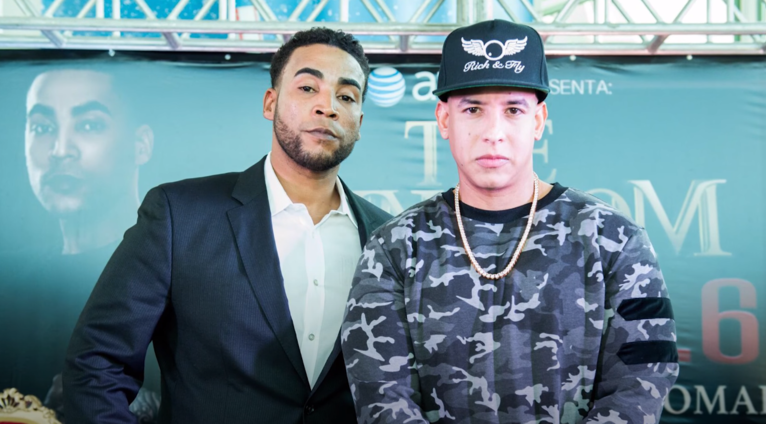
Don Omar y Daddy Yankee, pioneros del reguetón y dos de los artistas más influyentes, cada uno considerado el «rey del reguetón».

### Años 1990: inicio
El reggae y dancehall, junto con el hip hop influyeron notablemente a este género híbrido. Las raíces del reguetón empezaron en Puerto Rico en los años 1990, cuando instrumentales de reggae en español provenientes de Panamá y de Jamaica, estaban siendo fusionados con hip hop en la isla. Durante esta década el género era llamado underground o melaza y tenía líricas explícitas sobre droga, violencia, amistad, amor o sexo. Los jóvenes puertorriqueños comenzaron a fusionar hip hop con ritmos de reggae. La fusión fue muy popular en las discotecas de la isla, caracterizado por sus letras, esparciéndose poco a poco entre la juventud local. 
Muchos de los ritmos usados en el reguetón surgieron mucho antes que el mismo género, provenientes de varios géneros del Caribe eran populares en esa época. Durante estos años, tales ritmos llegan a Puerto Rico y se comienza a tocar en las discotecas esta música latina; músicos como El General se consideran pioneros en éste respecto.  A principios de la década de los noventa, esta mezcla de música urbana, conocido como underground es el surgimiento oficial del reguetón. Uno de los primeros sonidos del reguetón fueron los famosos playeros del puertorriqueño Dj Playero, que eran casetes clandestinos con pistas de reggae/rap. El estilo creció desde las producciones Playero 37, The Noise 1, Prime Underground y Playero 38 con temas como: Funeral , Maldita P**a, Bien Guillao de Gangster, Yamilette, Besa Tu Cuerpo, Pal Cruze, Marijuana, No te canses y La gente sabe en 1994.
Se extendió rápidamente por toda la isla y con el tiempo se formarían múltiples mezclas, recreaciones y modas de este género entre los jóvenes. Durante los inicios del género, se producía este nueva música en discotecas y suburbios, y la fusión crecía.  Esta caracterización del reguetón, actuó como una forma de establecer un género híbrido, aparte del sonido original de Jamaica. En este punto el género despegó.
En los garajes de las casas (o marquesinas) fueron los primeros lugares en donde se cantó reguetón a cargo de DJ Playero y raperos locales de los suburbios de San Juan y Carolina en 1992. En Puerto Rico hubo una tendencia hacia la cultura hip hop desde antes del nacimiento del reguetón. Esto abrió el terreno fértil para que naciera un género local, lo cual ayudó a implementar en la isla una imagen de identidad cultural urbana. Combinaban instrumentales de Jamaica y Estados Unidos mientras rapeaban y cantaban en jerga puertorriqueña; terminaban haciendo una música nueva y en español.
Para ese mismo tiempo estaba en su apogeo el boom comercial de lo que fue el fenómeno Vico C, con el hip hop en español. En 1993, Vico C grabó uno de los primeros temas de reggae/rap: Explosión. Esta producción ayudó a extender el sonido del posterior, reguetón, por lo cual se le da tanto crédito a este rapero. Pero el reggae nunca fue tomado en cuenta totalmente en Puerto Rico. En el transcurso de la primera mitad de la década de los 1990, en la isla lo que se hizo fue experimentar con ritmos caribeños y adaptándolas a un género nuevo; la música se esparció con formatos de casetes (como ya se mencionó) llamados "Playeros"; estas producciones tenían varios artistas en una mezcla de instrumentales pre-reguetón, similar a como se hacía en Jamaica y en Panamá con reggae/dancehall desde finales de los 1980.
En Puerto Rico durante esos años se escucharon algunas canciones de origen jamaicano, y los instrumentales de canciones como Murder She Wrote Riddim de Chaka Demus & Pliers, Dem Bow de Shabba Ranks, Hot Dis Year de Dirtsman, Poco Man Jam de Gregory Peck, se utilizaron para crear un tipo de "pre-reguetón". Esta música cada vez se hacía más popular en las discotecas. A la misma vez, se escucharon canciones como Ellos Benia/Pensión (Dem Bow) de Nando Boom, Pantalón caliente de Pocho Pan, Estas dulce de La Atrevida que pertenecían al movimiento panameño de reggae en español. Entonces los primeros indicios de los puertorriqueños haciendo una fusión distinta al dancehall/reggae, comenzaron a ser notables.

### Años 1990: primeros artistas (underground)
DJ Negro aportó una de las principales contribuciones para el nacimiento de este género musical en su discoteca The Noise, entre 1992 y 1993, donde realizó un concurso de canto para improvisar líricas con instrumentales reconocidos de Estados Unidos y Jamaica. Se utilizaron pistas de dancehall como ya se había mencionado: Poco Man Jam riddim, Hot Dis Year riddim, Bam Bam riddim y el Fever Pitch riddim. Durante finales de la primera mitad de la década de los 90s surgieron las dos primeras producciones de underground: Playero 37 de DJ Playero y The Noise I de DJ Negro, ambas de 1994. Fueron producciones de varios integrantes y la mayoría de los arreglos musicales eran producidos por el mismo Dj de forma casera o dentro de los hogares de los mismos. Asimismo, iniciaron otras producciones musicales en 1994 de DJ Eric, DJ Joe, DJ Chiclin, DJ Crane y DJ Dynamite. En pocas palabras fue el nacimiento del reguetón conocido inicialmente como Underground.
El nacimiento del género ayudó a crear un sentido de identidad propia para los jóvenes de la isla. Aunque el reguetón UnderGround nace en la década de los noventa, se debió una fusión de tres canciones que fueron interpoladas como por ejemplo ''Donde Están'' de Big Boy, ''Mis Ojos lloran Por ti'' de Big Boy y ''Me levanto Los Domingos'' de Wiso G de canciones como no es hasta empezando los años 2000 que se comienza a llamarlo por su nombre y a consolidarse como género. El gobierno de Puerto Rico empezó a prohibir la venta y distribución de este nuevo estilo musical para a mediados de la década de los 1990. Ya en el Caribe hispano se conocía de Daddy Yankee, Don Chezina y Ledesma, cantantes que lograron traspasar las barreras internacionales aunque nadie sabía que se desataba un movimiento UnderGround tan grande en la isla.
Por otro lado, comienza a surgir también una corriente de rap latino con mezclas de reguetón donde destacan: Lito y Polaco, Baby Rasta y Gringo, Mexicano 777, Yaviah, Tempo, Yanuri, entre otros.
Panamá quedó desvinculada de la repercusión mundial del Reguetón. porque los artistas que más se dieron a conocer son de Puerto Rico, donde hay mayor tradición de producción musical y más recursos, sin embargo, había una generación integrada por Eddy Lover, Nigga, El Roockie y La Factoría, que tenían exito internacional y que revertiría esta tendencia.
El término “reguetón” ganó prominencia a finales de los años 1990, con el ritmo dembow, que es característico en el género. El nombre fue mencionado de manera casual en Puerto Rico en 1994 por Daddy Yankee en una de sus canciones. Asimismo, en 1995 el productor DJ Nelson lanza en casete la producción Reggaetón Live Vol. 1, la cual fue editada en CD en 1996, y a la vez aparece el Primer sello discográfico de Reguetón Pina Music y luego en el 1997 se fundó el Sello discográfico VI Music y todo un éxito rotundo y desde aquí los puertorriqueños mencionaban su música como "UnderGround", "reggae" o "reguetón" Hoy en día, la música se conoce como reguetón en todo Puerto Rico y los Estados Unidos. posteriormente siendo Don Chezina con Su canción más famosa "Tra Tra Tra", en el 1998 y ''Chezidon'' en el en 2000 y También en ese mismo año La casa productora urbana de Iván Joy, Diamond Music apareció en 2000. En ella comenzaron sus carreras artistas como Zion & Lennox, Tego Calderón, Jowell & Randy, Yaga & Mackie, Johnny Prez y fortalecieron sus carreras Ivy Queen, Eddie Ávila, etc.

### Años 2000: época dorada (old school)
Las 9 Plagas de Gárgolas se convirtió en la primera sensación del reguetón urbano ya que se le considera clave en la apertura de identidad del sonoro en el reguetón urbano y también es de las primeras canciones notables en un álbum completo en ser popular en Latinoamérica y Estados Unidos como perreo o urbano latino.
El reguetón urbano se amplió y se hizo conocido cuando otros productores siguieron los pasos de The Majestic, Dj Negro, DJ Eric, Iván Joy, Dj Joe, Dj Nelson, Alex Gárgolas Gárgolas 3 del año 2001 del productor ejecutivo, y ingeniero de sonido pionero del movimiento urbano latino; ''los primeros cantautores y compositores miembro de la colectividad; Don Chezina, Lito y Polaco, Tempo (rapero), Baby Rasta Y Gringo, Dj Nelson, Ivy Queen, Rey Pirin, Gocho, Guelo Star, Speddy, DJ Blass, Daddy Yankee, Yaga & Mackie, Wise, Héctor & Tito, Eddie Dee, Cheka, Wisin y Yandel e Don Omar Fundadores de la música objetiva y subjetiva de la música urbana latina (antes reguetón comercial).
En el año 2001, con el álbum Sandunguero 1 de DJ Blass y The flow de DJ Nelson, surgió un nuevo estilo de cantar y de producir instrumentales, asimismo, empezó a llamarse masivamente reguetón o perreo, consolidándose el primero. De esta manera, deja de emplearse el término UnderGround para referirse a este género musical, el doble sentido que ya existía se mantuvo pero también se producía música más limpia para una mayor audiencia y así se exportará con facilidad fuera de la isla. El primer artista o dúo del género en ser nominado a una premiación internacional sería el consolidado dúo Lito y Polaco con su álbum Mundo Frío de 2002, conocidos por ser reyes de la tiradera musical, tras haberse enfrentado a diferentes artistas del género, utilizando para ello el rap latino mezclado con reguetón, entre sus principales batallas miricales destacan contra Baby Rasta y Gringo, Tempo y Tego Calderón. El álbum Sonando Diferente (2002), el primer disco de los artistas Yaga & Mackie, se convirtió en una joya del reguetón urbano que ha vendido en más de 70.000 copias en el mundo.[cita requerida] El álbum alcanzó el puesto número 10 del Latin Pop Chart y el número 22 del Latin Albums Chart y contaba con muchos artistas invitados tales como Tego Calderón, Julio Voltio, Daddy Yankee, Johnny Prez, Pedro Prez, Maicol & Manuel, Baby Rasta & Gringo, Cheka.[cita requerida]

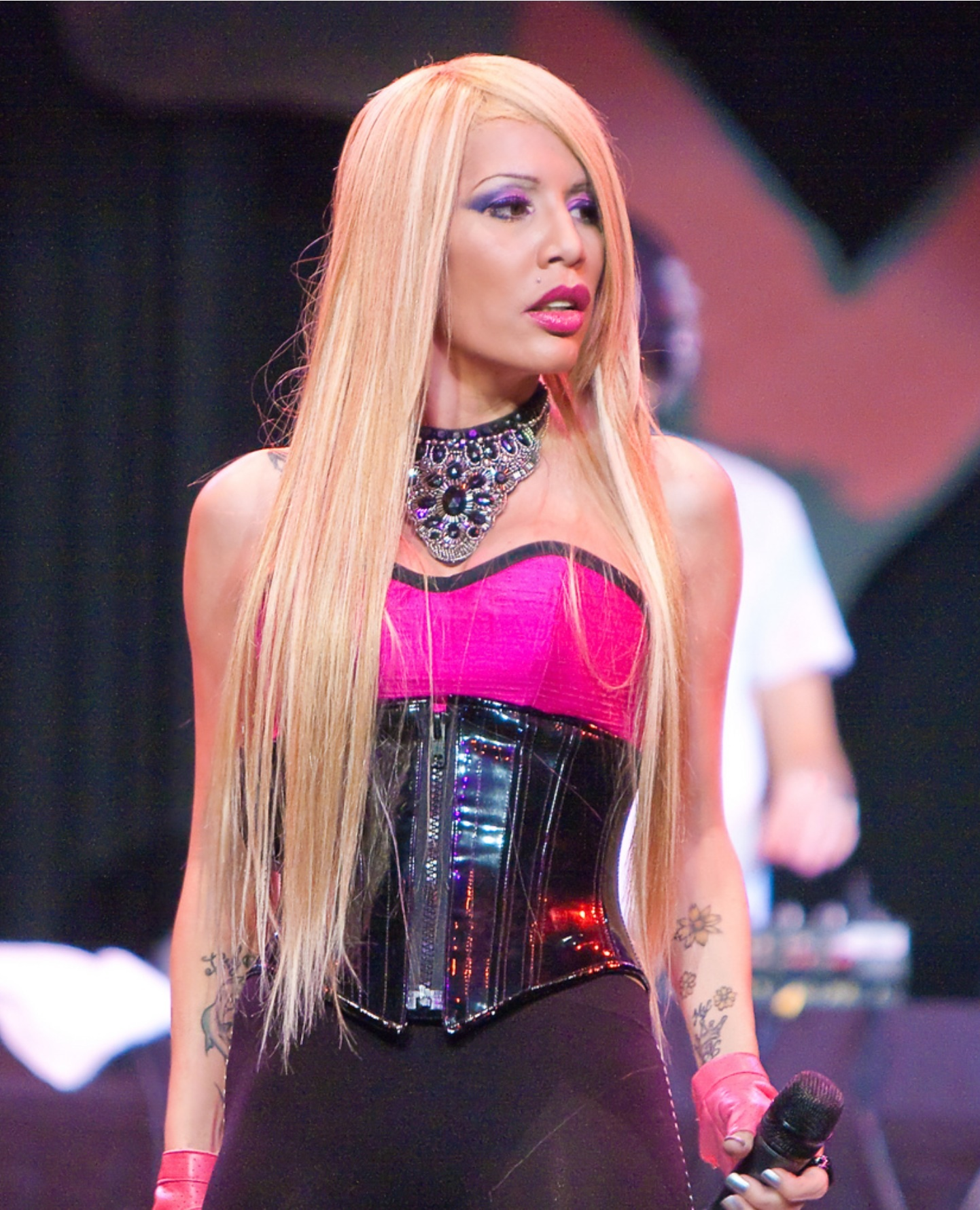
Ivy Queen es considerada la «reina del reguetón».

Los primeros en ganar dicha premiación en Billboard Latino fueron Héctor & Tito con su álbum A la Reconquista en 2003, donde destacaron éxitos como «Gata Salvaje» con Daddy Yankee y Nicky Jam, «Felina» y «De Niña a Mujer» con Don Omar; asimismo, «Dale don dale» de este último, presente en su álbum debut The Last Don fue uno de los primeros en ganar reconocimiento crítico a nivel internacional. Al año siguiente, se puso a la venta Barrio fino de Daddy Yankee, el cual incluye la canción «Gasolina», primer tema de reguetón en convertirse “tendencia” a nivel mundial, y además, es considerada la canción de reguetón urbano más conocida a nivel mundial.[cita requerida] Surgieron también nuevos DJ y productores encargados de elaborar las pistas y mezcla de las producciones musicales.

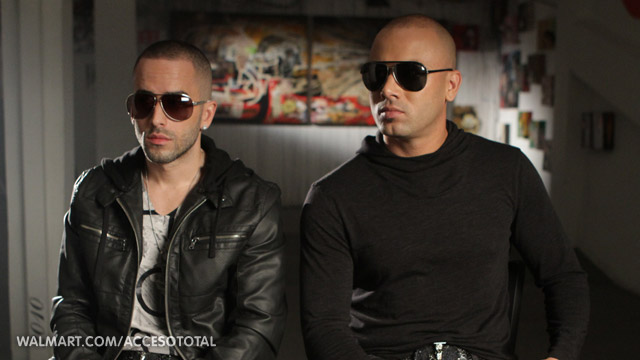
Wisin & Yandel, el principal dúo del reguetón.

Las producciones más exitosas antes de la masificación mundial del reguetón fueron: A la reconquista, The Last Don, Barrio fino y Pa'l mundo del dúo Wisin & Yandel.[cita requerida] Asimismo, había artistas que fusionaban diferentes ritmos, como es el caso de Tego Calderón, con sus fuertes ritmos afro/caribeños, presentó el exitoso álbum El abayarde. El lanzamiento del álbum Mas Flow en el año 2003 de los productores Luny Tunes, marcó un hito como el mejor álbum de reguetón en formato varios artistas, agrupando a los intérpretes más destacados de ese año. Otro álbum de varios artistas, Chosen Few El Documental, presentaba a figuras ya populares y otras en ascenso desde Puerto Rico buscando llevar su música al mercado estadounidense, además de una entrevista a Tempo, quien estaba cumpliendo su sentencia. Una de las canciones promocionadas, «Reggaetón Latino» de Don Omar, fue el segundo vídeo en ser transmitido de manera frecuente por MTV.
En los años posteriores, las producciones de reguetón se convertirían en tendencias muy fuertes en las plataformas del internet. Artistas como Zion & Lennox, Trébol Clan, Yaga & Mackie, Plan B, Magnate & Valentino, Divino, Nicky Jam, Johnny Prez, Julio Voltio, Kartier y Speedy, quienes influirían grandemente a las generaciones nuevas del género a partir de la década de 2000 con la "Nueva Escuela" fusionando con ritmos como la bachata. De esta nuevo estilo surgen los productores Luny Tunes como discípulos de DJ Nelson, logran posicionar un nuevo estilo de reguetón más sofisticado con la continuación Mas Flow 2 que definiría el estilo para los próximos años. Con esta afluencia de producciones bajo su manto y el reconocimiento popular en Estados Unidos, fueron victoriosos en los Premios Billboard Latinos de 2005, como «mejor dúo» y «mejor álbum tropical del año».
Tras el éxito internacional del género a partir de mediados de la década del 2000, se crean nuevas categorías especiales para este género en las principales premiaciones de América Latina como Billboard Latino, Grammy Latino y Lo Nuestro. Empiezan a destacar otra oleada de artistas como Calle 13, Arcángel & De la Ghetto, Alexis & Fido, Rakim y Ken-Y, Dyland & Lenny, Jowell & Randy, Yomo, Ñejo & Dálmata, MC Francia y Ángel & Khriz, quienes seguirían masificando el género musical con un estilo más romántico fusionando con ritmos pop y salsa. A finales de la década, productores como Tainy y DJ Blass empezaron a incluir una mayor influencia house, similar a los procesos aplicados por Timbaland y Daft Punk, lo cual se vio reflejado en sencillos populares como «Sexy movimiento» y «Virtual diva».

### Años 2010: nuevo rumbo (new school)
En esta década, empezaron a destacar artistas como Reykon, Cosculluela, Farruko, J Álvarez, Nova & Jory, Ñengo Flow, Eloy, Gotay, Jadiel, Kendo Kaponi y Luigi 21 Plus, quienes experimentaron la desaceleración de popularidad del reguetón a nivel mundial, por lo que, tuvieron que reinventarse logrando diferentes fusiones musicales entre los que destaca el Trap Latino surgido a mediados del 2015 en Puerto Rico, gracias a la influencia musical norteamericana. En 2014, el artista veterano Nicky Jam, se convierte en tendencia tras alcanzar el éxito desde Colombia con temas nuevos, producto de mezclar mayor melodías pop con reguetón, que también realizaron los artistas de pop latino, balada romántica y pop urbano como Carlos Vives, Lali Espósito, Enrique Iglesias, Chino & Nacho, Shakira, Luis Fonsi y Tini, además de grupos como CNCO y Reik Acto seguido, surge una corriente de artistas colombianos, entre los que destacan J Balvin, Maluma, Kevin Roldán, Alkilados, Andy Rivera, Mike Bahía y Wolfine. En Puerto Rico se mantenían vigentes los clásicos dúos: Plan B, Jowell & Randy, Baby Rasta & Gringo, Zion & Lennox, Alexis & Fido, Wisin & Yandel y de los solistas Arcángel, Daddy Yankee, Don Omar, Tito el Bambino, Ivy Queen, De la Ghetto entre otros. 
Entre mediados de la década de 2010 surgió una nueva generación de artistas, entre los cuales destacan: Bad Bunny, Ozuna, Anuel AA, Paulo Londra, Manuel Turizo, Sebastián Yatra, Casper Mágico, Darell, Brytiago, Almighty, Bryant Myers y Noriel. Asimismo, comenzaron a destacar voces femeninas como Karol G, Becky G y Natti Natasha. En 2016, Hear This Music, una compañía discográfica fundada por los productores DJ Luian y Mambo Kingz el año anterior, presentaron «La ocasión», en el que participaron Anuel AA, Arcángel, De la Ghetto y Ozuna, que se convirtió en el primer sencillo de trap latino en alcanzar éxito internacional. En julio del mismo año, el rapero y cantante Bad Bunny fue el primer artista en firmar un contrato discográfico con la disquera. En 2017, la canción «Despacito» de Luis Fonsi y Daddy Yankee alcanzó éxito mundial. De manera paralela a la explosión del trap latino, J Balvin ha estado presente desde 2017 en crossovers con figuras de la escena electrónica como Major Lazer, David Guetta y Black Eyed Peas. Estas fusiones con EDM llegaron a su punto más alto con las canciones «Dákiti» (2020) de Bad Bunny y Jhay Cortez, «Todo de ti» (2021) de Rauw Alejandro y «Pepas» (2021) de Farruko.
A finales de la década, en medio de la expansión del pop urbano, se popularizaron artistas como: Rauw Alejandro, Myke Towers, Rosalía, Jhayco (anteriormente Jhay Cortez), Sech, Dalex, Karol G, Justin Quiles, Lenny Tavárez, Cazzu, Lunay, el Alfa, Tini, Nio García, Miky Woodz, Danny Ocean, Brytiago y Guaynaa. Entre los nuevos productores encargados de elaborar las mezclas de las pistas destacaron Bizarrap, Haze, Durán the Coach, DJ Luian, Los Legendarios, Sky Rompiendo, Ovy on the Drums, Gaby Music, Chris Jedi, entre otros.

### Años 2020: regreso nostálgico (new old school)
«Porque hay una nueva generación de artistas urbanos que reconoce la gran herencia cultural que les antecede, el reguetón "old school" regresa con fuerza, después de varios años en los que fue "suavizado" con pop para hacerse "apetitoso" al público en general», indicó la compañía discográfica Universal Music Group en 2019. A inicios la década de 2020, Bad Bunny alcanza su punto máximo y se convierte en uno de los exponentes más importantes de la música urbana, tras el éxito de sus producciones YHLQMDLG (2020) y Un verano sin ti (2022). A la vez, se hicieron notables artistas tanto de origen boricua como de otros países, tales como: Feid, Chencho Corleone, Ryan Castro, Quevedo, Mora, Eladio Carrión, Tiago PZK, Cris MJ, Polimá Westcoast, Boza, L-Gante, Trueno, Standly, Pailita y FloyyMenor. También se destacan algunas artistas femeninas: María Becerra, Emilia, Young Miko, Nicki Nicole, Paloma Mami, entre otras.

## Reconocimiento
En 2022 la revista de Rolling Stone reconoció al género en la lista de 100 Greatest Reggaeton Songs of all time.
Rolling Stone reconoció a los álbumes de The Last Don de Don Omar en top 50 de 100 Best Debut Albums of all time, y Barrio fino de Daddy Yankee en top 473 de 500 Greatest Albums of all time.

## Características
El reguetón ha cambiado durante el proceso de su ascenso y el de los comienzos dista mucho del actual. Mientras que en un inicio se utilizaban las influencias del reggae y el dancehall, en la actualidad se toman elementos del hip hop. Por ello, los cantantes de este género tienen un estilo en vestimenta muy parecido a los de hip hop y el dancehall; una mezcla de ambos. El disc jockey que está a cargo de las mezclas de música es un individuo de vital importancia en este género.
El sonido del reguetón se caracteriza por un estilo recitativo y un ritmo sincopado producido por medio de teclados electrónicos y computadoras, acompañado por diversas melodías, que le sirven de apoyo, este ritmo tiene una sincronización característica por la cual se guían la mayoría de las canciones. El reguetón, como su antecesor, el reggae en español, tiene ciertas características influido por otros estilos que se escuchan en Jamaica y demás islas caribeñas, basándose en sonidos afro/caribeños como el calipso, la soca y otros ritmos antillanos.
Las letras del reguetón se caracterizan por apoyarse en la rima para lograr que la canción sea pegadiza y de fácil identificación para el público. Este estilo de rima está también inspirado en el rap, aunque también se puede utilizar en el dancehall. Las letras de las canciones se asemejan a las del hip hop. A diferencia del hip hop, la mayoría de cantantes de reguetón recitan sus canciones con estilo de rap y con partes cantadas melódicamente. En sus letras se puede apreciar como los cantantes del género tratan con asiduidad la temática del placer sexual.
También existe un tipo de lírica/letra más apta para un público en general por ejemplo; la motivación positiva y la relación interpersonales.
El ritmo del reguetón fue tomado del "dembow jamaicano", ritmo producido por los DJ de dancehall jamaiquino: Steely & Clevie, y también por la variación que le dio el productor jamaicano llamado Dennis the Menace, para Nando Boom, a principios de los años 1990.

 Toma su nombre de una canción interpretada por Shabba Ranks, titulada «Dem Bow», canción de dancehall que llegó a muchos países e islas caribeñas, incluyendo a Puerto Rico en la década de 1990. El mismo ritmo básico que se utilizaba en la canción de «Dem Bow», se empleó en el reguetón, aunque por lo general con un toque latino y más rápido. Este ritmo es acentuado por una combinación de tresillo 3-3-2 complementado por bombos en tiempo 4/4 con estilos de dancehall y raggamuffin, así como una serie de elementos que se encuentran en el hip hop.
El dembow se destaca por ser la base de percusión en el reguetón. El patrón del tambor y percusión del dembow se crea a través de una caja de ritmos. La creación de la caja de ritmos a finales de 1970 revolucionó la música dancehall, y por su supuesto ayudaría al nacimiento del posterior, reguetón. El uso del ritmo dembow en el reguetón, evidencia la diversidad musical entre las islas caribeñas.